# Фриденфелс
Фриденфелс (њем. Friedenfels) општина је у њемачкој савезној држави Баварска. Једно је од 26 општинских средишта округа Тиршенројт. Према процјени из 2010. у општини је живјело 1.317 становника. Посједује регионалну шифру (AGS) 9377118.

## Географски и демографски подаци
Фриденфелс се налази у савезној држави Баварска у округу Тиршенројт. Општина се налази на надморској висини од 537 метара. Површина општине износи 16,3 km². У самом мјесту је, према процјени из 2010. године, живјело 1.317 становника. Просјечна густина становништва износи 81 становника/km².